# Rastignac
Eugène de Rastignac (às vezes adaptado para o português como Eugênio de Rastignac) é uma personagem de Honoré de Balzac, cujas aventuras começam no romance "O Pai Goriot" (em francês, "Le Père Goriot") e cuja evolução se acompanha em um número considerável de romances da Comédia Humana.
É um jovem ambicioso, que encara a "boa sociedade" com olhar às vezes surpreso e invejoso, e que se mostrará capaz de tudo para alcançar seus fins. Hoje em dia, em França, um Rastignac é um arrivista, um "jovem lobo de dentes longos".